# Boulton Paul Balliol
Boulton Paul Balliol – brytyjski samolot szkolno-treningowy wyprodukowany w wytwórni Boulton Paul Aircraft. Pierwotnie miał być napędzany silnikiem turbośmigłowym Armstrong Siddeley Mamba i był to pierwszy samolot tej klasy napędzany tym typem silnika.

## Historia

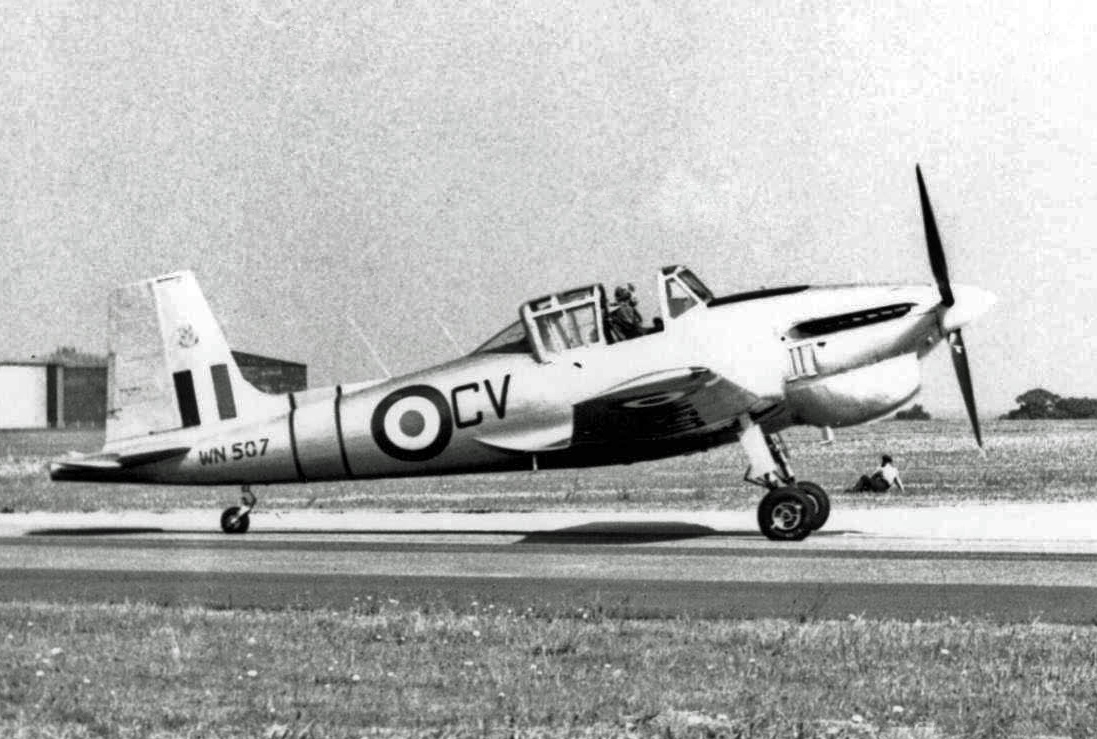
Balliol T.2 w 1955 roku

Samolot powstał na podstawie wymagań technicznych, które zawarte zostały w specyfikacji T.7/45 wydanej przez brytyjskie Air Ministry w 1945 roku na uniwersalny, trzymiejscowy samolot szkolno-treningowy napędzany opracowywanym w tym okresie, nowym silnikiem turbośmigłowym Armstrong Siddeley Mamba. Pracę na podstawie tej samej specyfikacji podjęła również wytwórnia Avro, a rezultatem jej prac był samolot Avro Athena.
Po roku od rozpoczęcia budowy gotowy był już prototyp maszyny oznaczonej symbolem P.108. Prace nad silnikiem turbośmigłowym nie były na tyle zaawansowane, aby można było zamontować silnik Mamba, dlatego pierwszy prototyp napędzany był silnikiem tłokowym Bristol Mercury, a swój dziewiczy lot odbył 30 maja 1947 roku.
17 maja 1948 roku wystartował po raz pierwszy samolot z gotowym już silnikiem turbośmigłowym i był to pierwszy na świecie samolot napędzany pojedynczym silnikiem tego typu. Pomimo zadowalających osiągów maszyna nie weszła do produkcji seryjnej, wykorzystano natomiast silnik tłokowy Rolls-Royce Merlin, którego duże ilości pozostały po wojnie, tworząc wersję samolotu wykorzystywaną w szkoleniu pilotów RAF, oznaczoną jako Balliol T.2. W swój pierwszy lot maszyna z tym silnikiem wzbiła się 10 lipca 1948 roku. Specyfikacja opisująca warunki techniczne samolotu z silnikiem Merlin nosiła oznaczenie T.14/47.
W 1950 roku Balliol trafił do Central Flying School szkolącej personel RAF, używany był w jednostce szkolnej w bazie RAF Cottesmore, zastępując wykorzystywane wcześniej Harvardy. Kariera samolotu nie była zbyt długa, w 1956 roku wraz z nastaniem odrzutowych samolotów zastąpiono je treningową wersją de Havilland Vampire T 11. Dwanaście egzemplarzy Balliol dostarczono na Sri Lankę tamtejszym siłom powietrznym.

## Wersje
- P.108 Balliol T.Mk 1 – trzy prototypy.
- Balliol T.Mk 2 – wyprodukowano 196 egzemplarzy napędzanych silnikiem Rolls-Royce Merlin.
- Sea Balliol T.Mk 21 – morska wersja samolotu ze składanymi skrzydłami przystosowana do hangarowania na pokładzie lotniskowców, wyprodukowano 30 maszyn tej wersji.

## Konstrukcja
Samolot był wolnonośnym, całkowicie metalowym dolnopłatem o prostych skrzydłach o trapezowym obrysie, niewielkim wzniosie na końcach. Płaty zaopatrzone były w lotki, krokodylowe klapy i hamulce aerodynamiczne. Kadłub o konstrukcji półskorupowej. Usterzenie klasyczne, wolnonośne. Podwozie klasyczne z tylnym kółkiem ogonowym. Podwozie główne chowane do wnęk w skrzydłach, ogonowe stałe.